# 王三陽
王三陽（1542年—？），字乾甫，號華源，福建泉州府晉江縣人，鹽籍，明朝政治人物。

## 生平
隆庆四年（1570年）庚午科福建鄉試第九名，萬曆八年（1580年）庚辰科會試第二百七十九名，登三甲第二百二十五名進士。刑部觀政，授浙江嘉善知县，丁憂归乡。十六年复除潁上知县，二十年升南京工部都水司主事，以诖误谪灵川，后辞官归里。著有《拟古闽声乐府》、《都水吟》等集。

## 家族
曾祖王杞；祖父王寬；父王賜良。母張氏。子王寅揆，萬曆癸丑進士。